# Route nationale 163bis
La route nationale 163BIS ou RN 163BIS était une route nationale française reliant Le Lion-d'Angers à Rennes.
À la suite de la réforme de 1972, elle a été déclassée en RD 863 en Maine-et-Loire, en RD 25 dans la Mayenne et en RD 463 en Ille-et-Vilaine.
En 2006, la partie Le Lion-d'Angers - Segré (précédemment RD 863) a été renommée en RD 775 dans le cadre de l'axe Angers - Rennes.

## Tracé
- Le Lion-d'Angers (km 0)
- Andigné (km 7)
- La Chapelle-sur-Oudon (km 12)
- Segré, où on rencontre l'ancienne RN 23BIS (aujourd'hui D 923) (km 15)
- Rendez-vous des chasseurs (km 17)
- L'Hôtellerie-de-Flée (km 20)
- Saint-Quentin-les-Anges (km 24)
- Craon (km 33)
- Ballots (km 43)
- La Roë (km 48)
- La Guerche-de-Bretagne (km 59)
- Visseiche (km 65)
- Moulins (km 72)
- Saint-Aubin-du-Pavail (km 81)
- Châteaugiron (km 84)
- Chantepie (km 95)
- Rennes (km 97)